# 피아트 508
피아트 508은 1932년부터 1937년까지 피아트가 설계하고 생산한 소형차이다. 3단 변속기(1934년에 4단으로 증가)를 장착했고 4인승이었으며 최고 속도는 약 50 마일 매 시 (80 km/h) (약 84.5km/h)였다. 총 약 113,000개가 생산되었던 차량이다.

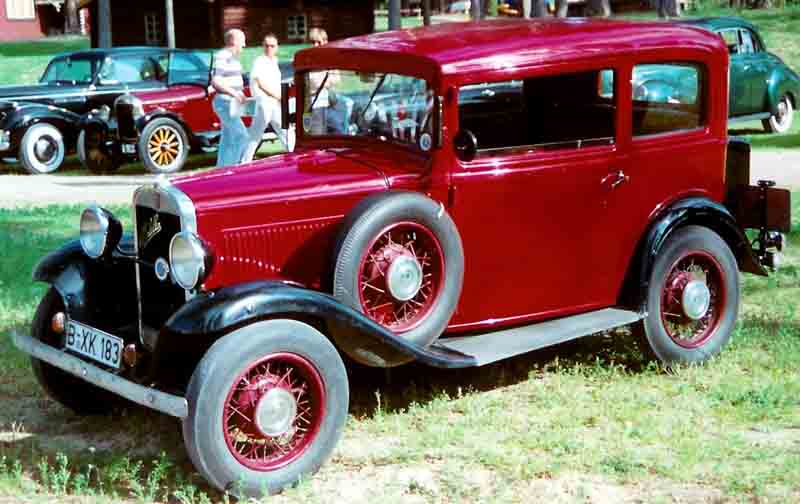
피아트 508 발릴라 1932–1934
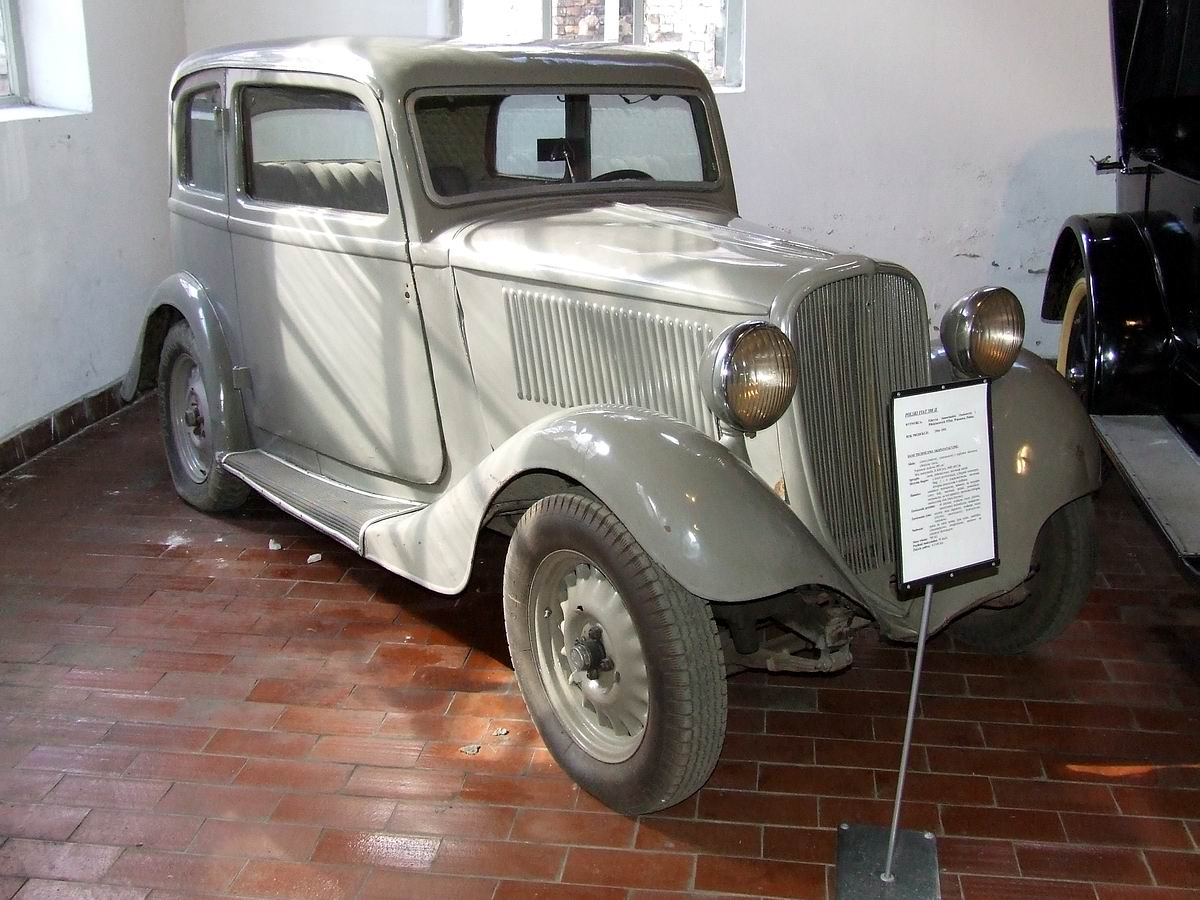
피아트 508 발릴라 1934–1937
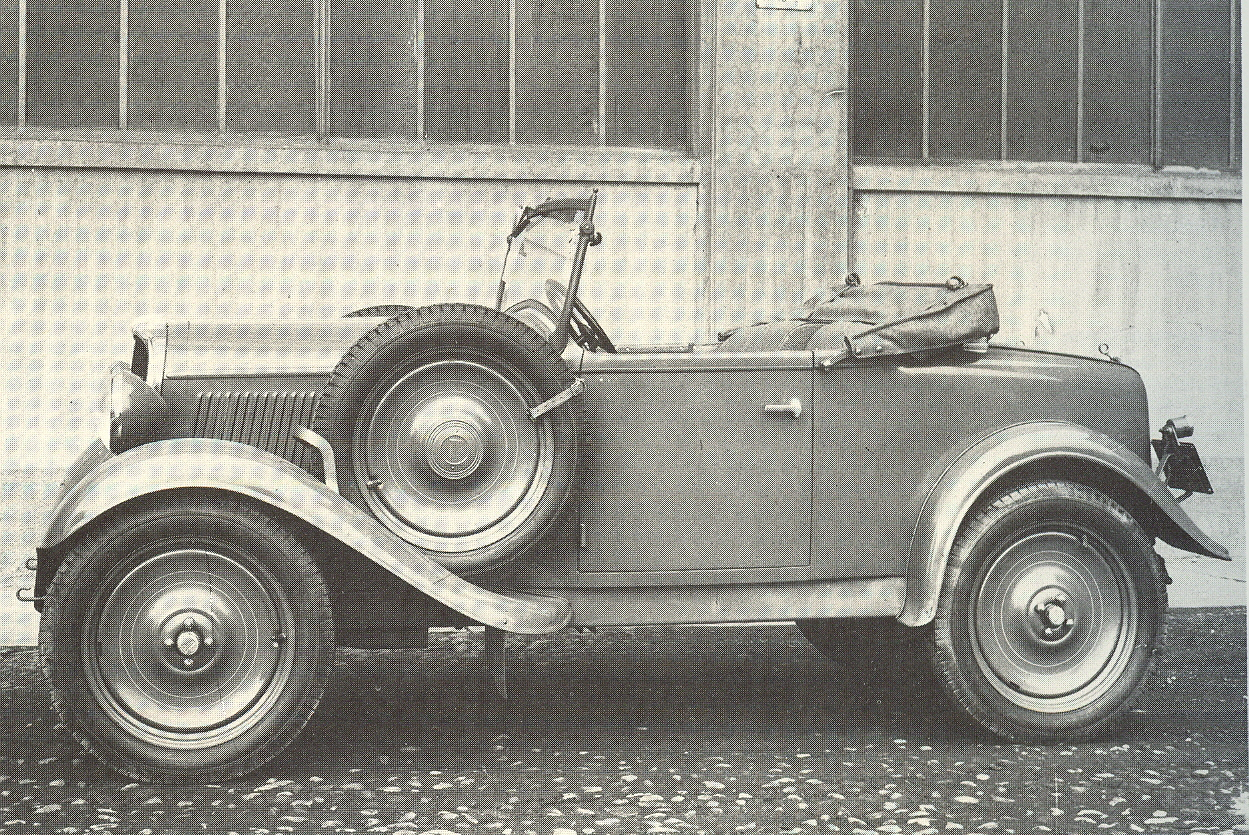
피아트 508 발리라 스파이더 밀리타레 1932
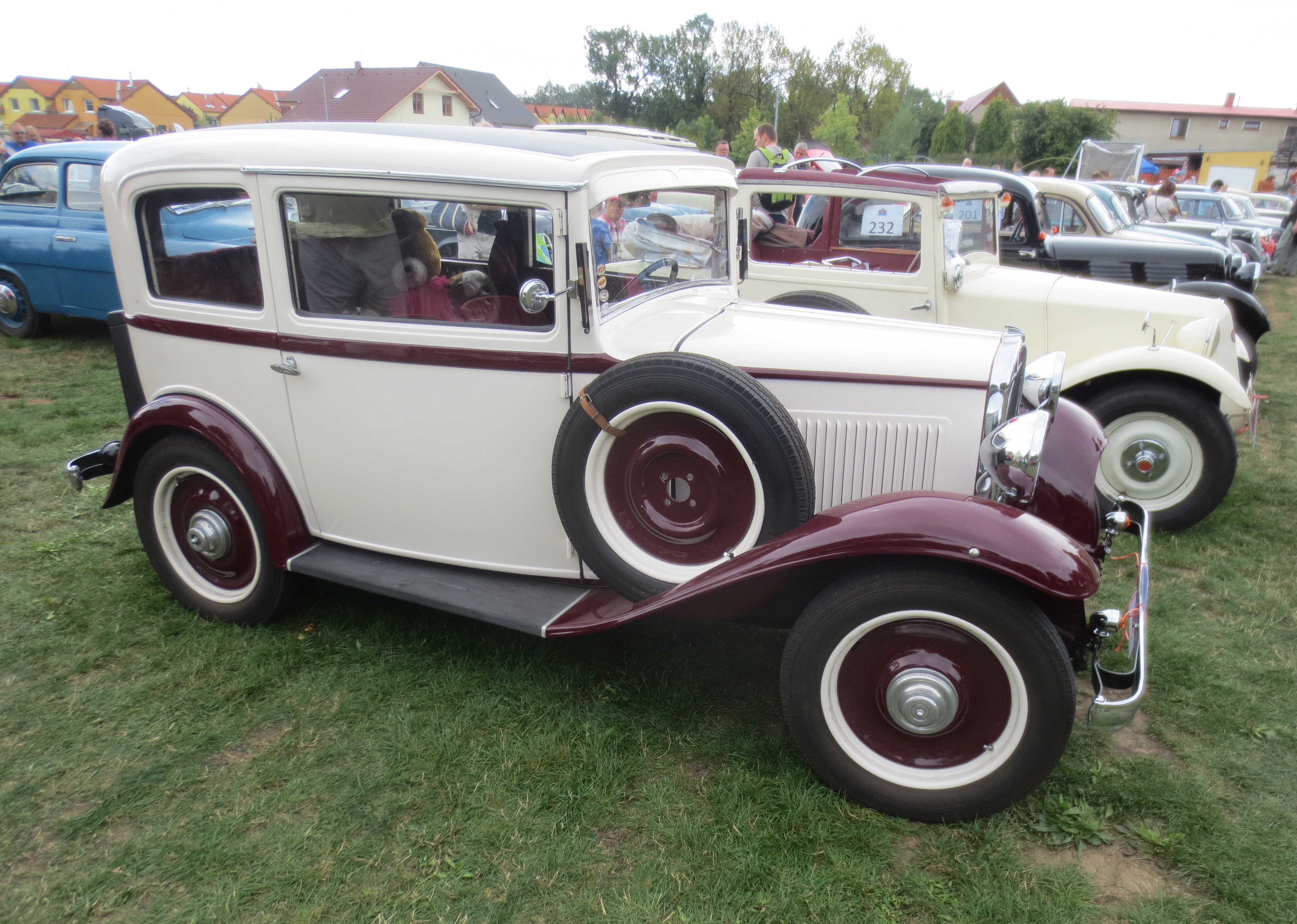
월터 주니어(1933) 리무진
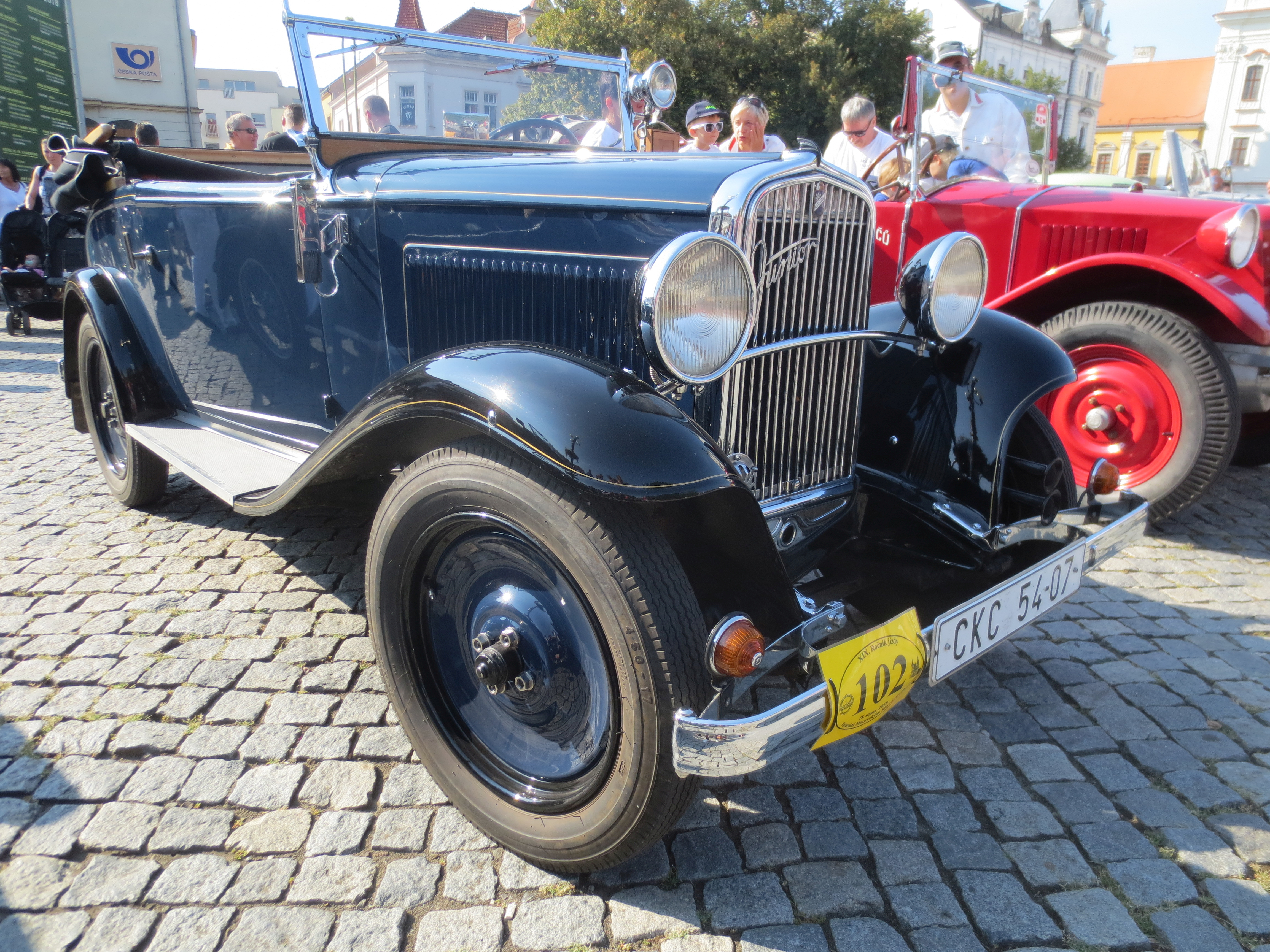
월터 주니어(1934) 카브리올레
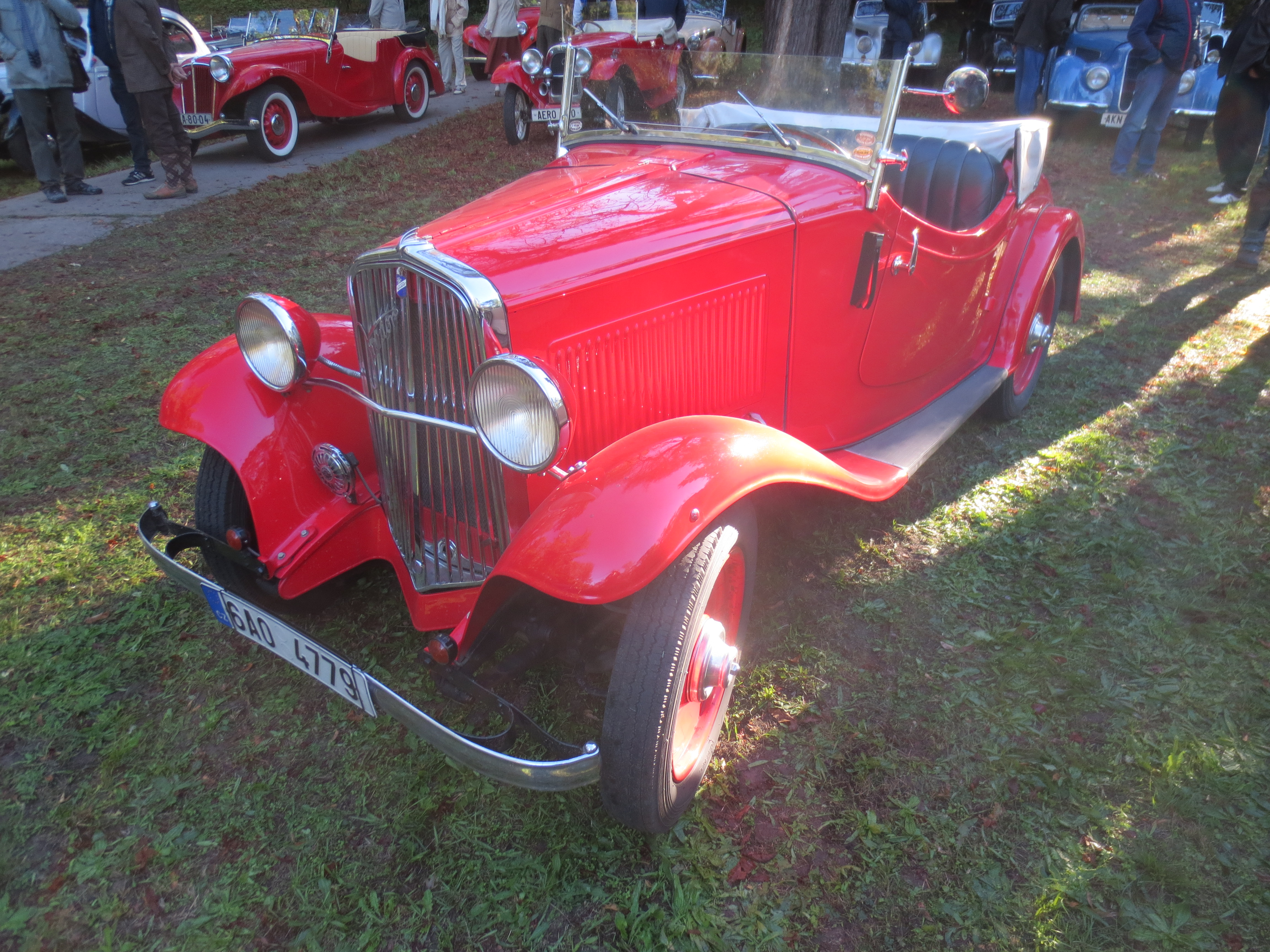
월터 주니어(1933) 로드스터
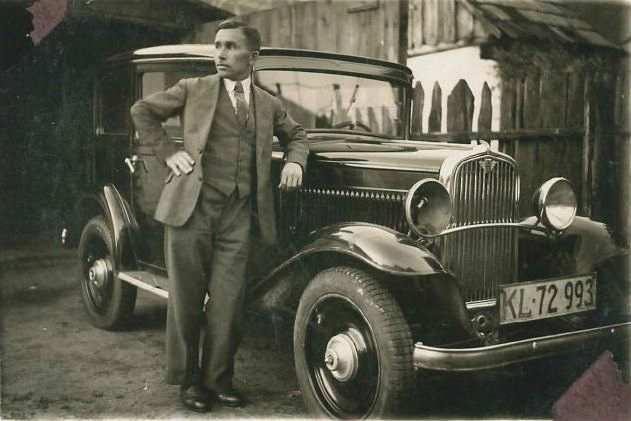
폴스키 피아트 508-I
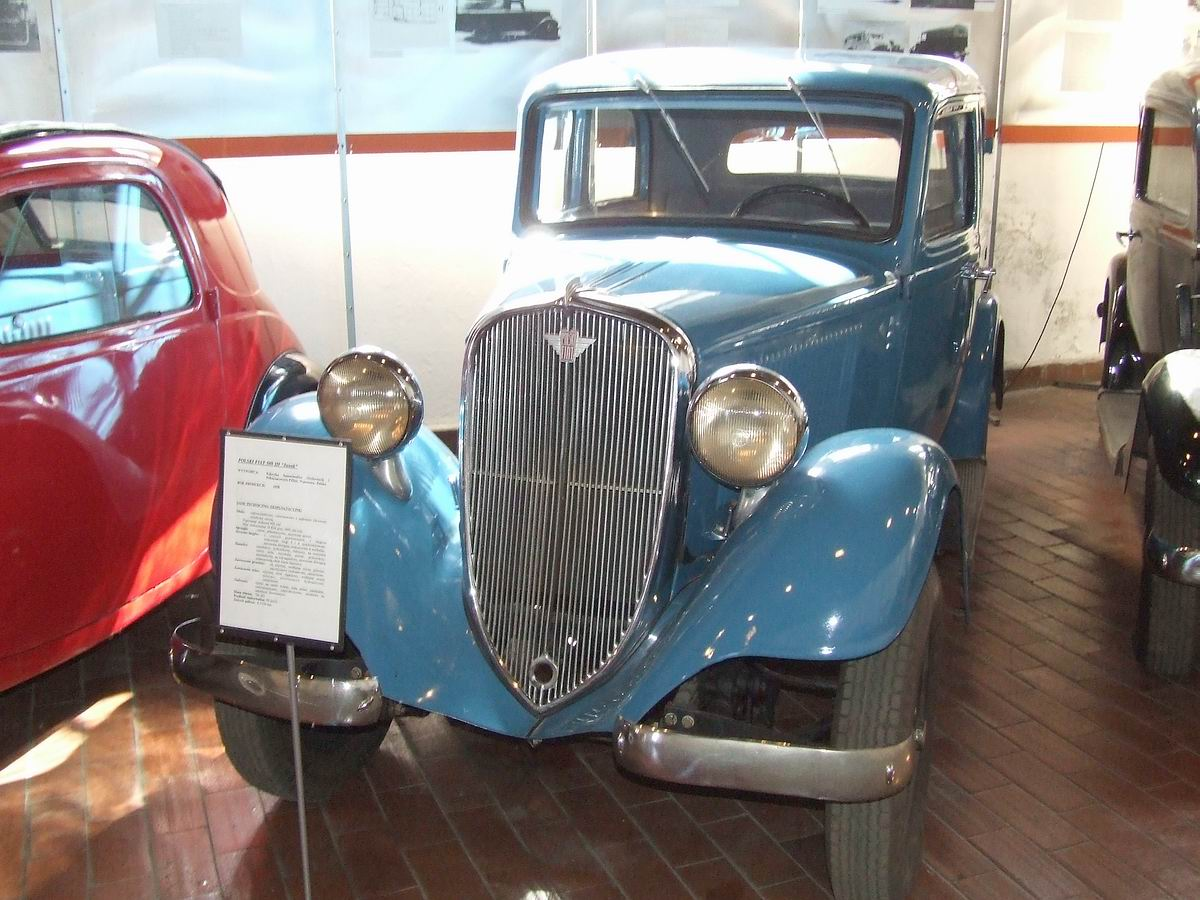
폴스키 피아트 508 III 주낙